# Baia di Cadice
La baia di Cadice è uno specchio d'acqua che si trova nella provincia di Cadice lungo la costa sud-occidentale della penisola iberica e che confina con il Golfo di Cadice, un bacino d'acqua più grande che si trova nella stessa area ma più al largo.

## Geografia

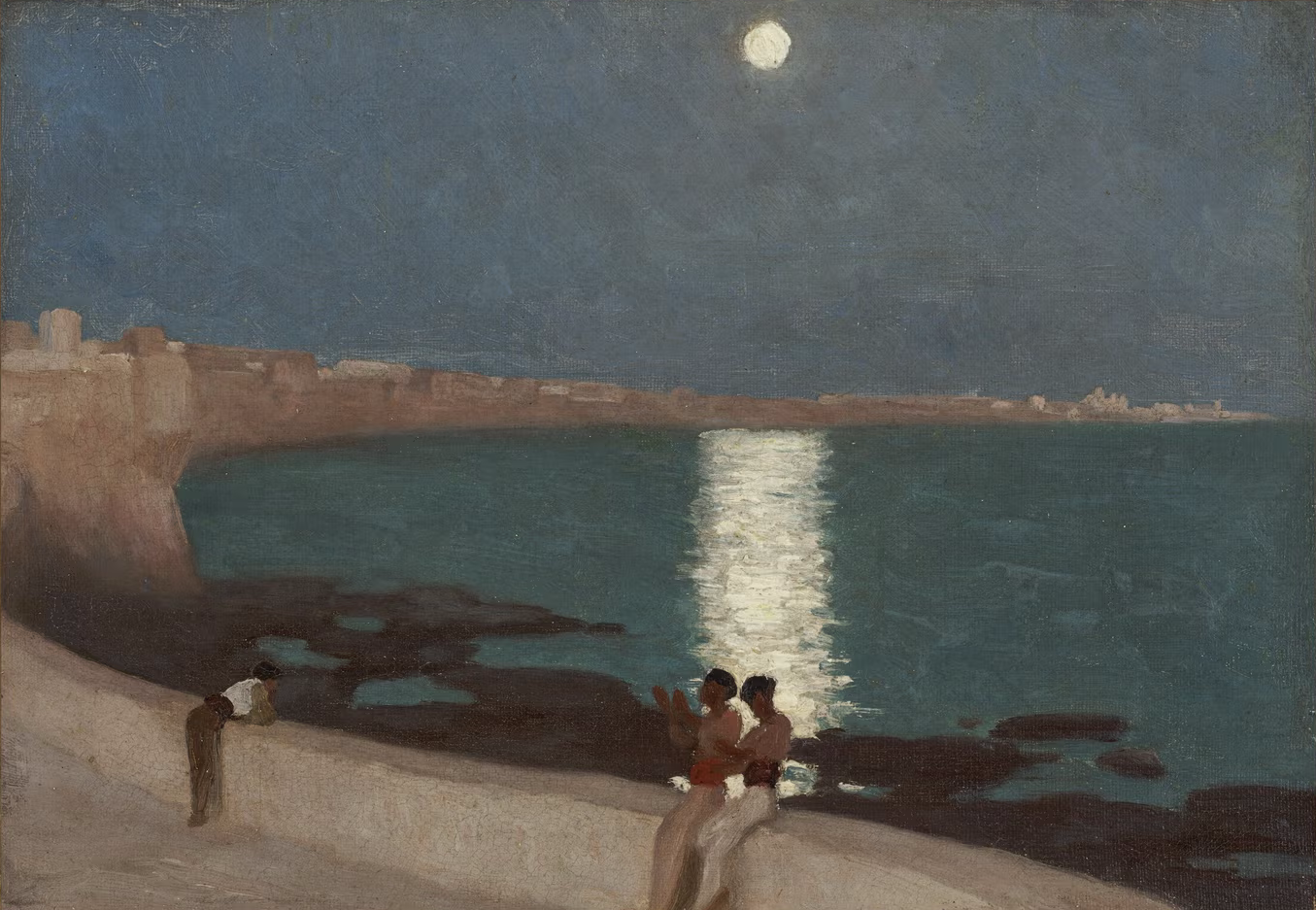
La baia di Cadice - Chiaro di luna, Frederic Leighton, 1866

La Baia di Cadice bagna i comuni di Cadice, San Fernando, Puerto Real, El Puerto de Santa María e Rota e forma un porto naturale abitato fin dall'antichità.
Fanno parte della baia il parco naturale della Baia di Cadice e l'isola del Trocadero, dove si svolse l'omonima battaglia.